# Liam Hourican (Journalist)
Liam Hourican (* 30. Mai 1944 in Roscommon, County Roscommon; † 14. August 1993 in Cahirciveen, County Kerry) war ein irischer Journalist, Pressesprecher und EU-Beamter.

## Leben
Liam Hourican war das einzige Kind des in Roscommon tätigen Lehrers William Hourican (1908–1974) und dessen Frau Una (geborene Kilroy) (1902–1996), einer ehemaligen Lehrerin und Sprachaktivistin. Er besuchte die örtliche Internat der Christian Brothers in Roscommon und später das Summerhill College in Sligo. 1961 nahm er mittels eines Stipendiums sein Studium an dem University College Dublin auf. Während gehörte er einer illustren Gruppe von Studenten an, die Patrick Cosgrave, Anthony Clare, Ruth Dudley Edwards, Ronan Fanning, Eamon Grennan und Dermot Fenlon umfasste, und mit denen Hourican eine lebenslange Freundschaft verband. Zu der Gruppe gehörte auch Patricia Cleary, Tochter palästinensisch und irischer Eltern, für die er eine Leidenschaft entwickelte, die ihn von seinen akademischen Bemühungen ablenkte. Er verschob seine Abschlussprüfung 1964 und schloss sie schließlich 1966 mit second-class honours ab.
Von 1966 bis 1967 unterrichtete Hourican am St Edmund's College im englischen Ware in der Grafschaft Hertfordshire. Anschließend kehrte er an das University College Dublin zurück und erhielt dort 1968 einen Master of Arts. Sein Studienfreund Patrick Cosgrave, mittlerweile RTÉ-Korrespondent in London, empfahl ihn an Jim McGuinness, den Leiter der Nachrichtenabteilung von RTÉ, wo Hourican Reporter wurde. Diese feste Anstellung ermöglichte er Hourican im August 1969 seine Kommilitonin Patricia Cleary zu heiraten. Im Januar 1970 löste er Cosgrave als Korrespondent in London ab. Im November desselben Jahres wurde er nach Belfast versetzt um über den sich zuspitzenden Nordirlandkonflikt zu berichten. Hourican blieb die nächsten vier Jahre auf diesem Posten. Für seine Berichterstattung erhielt er 1972 einen Jacob’s Award in der Kategorie Radio. Im September 1974 bat Hourican aus familiären Gründen um Versetzung nach Dublin. Als er Belfast verließ, war er durch seine Berichterstattung eine bekannte Persönlichkeit des öffentlichen Lebens geworden. In Dublin war er bis 1977 als Diplomatischer Korrespondent tätig und berichtete für RTÉ über Innen- und Weltpolitik. Besondere Anerkennung erlangte er für seine zweistündige Dokumentation über den arabisch-israelischen Konflikt. Des Weiteren schrieb er für die New York Times regelmäßig Beiträge zu irischen Themen.
Im Januar 1977 wurde er stellvertretender Kabinettschef des irischen EG-Kommissars Richard Burke. Diesen Posten bekleidete Hourican die nächsten vier Jahre. 1981 übernahm er auf Wunsch von Garret FitzGerald, dem Vorsitzenden der Fine Gael, das Amt des Pressesprechers der Partei. Er spielte eine wichtige Rolle in der darauffolgenden Unterhauswahl und wurde zum Regierungssprecher in FitzGeralds erster Koalitionsregierung. Nach dem Ende der Koalitionsregierung kehrte Hourican nach Brüssel zurück wo er Kabinettschef von Richard Burke wurde, als dieser 1982 erneut irischer EG-Kommissar wurde. Als Burke 1985 von Peter Sutherland abgelöst wurde, behielt Sutherland Hourican in seinem Kabinett. 1988 wurde Hourican EU-Beamter für die Europäische Kommission und fungierte als Chefinspektor für weltweiten Delegationen der Europäischen Kommission. Diesen Posten hatte er bis zu seinem Tod inne.
Hourican starb im August 1993 in Cahirciveen, County Kerry während eines Familienurlaubes mit seiner Frau und drei der jüngeren Kinder. Er wurde auf dem Killavarnogue Friedhof in Cahirciveen beigesetzt. Anlässlich seiner Beerdigung verlas der Dichter Paul Durcan sein Hourican gewidmetes Gedicht Tribute to a reporter in Belfast, 1974.
Hourican und seine Frau hatten sieben Kinder, vier Söhne und drei Töchter, von denen ein Sohn 1974 im Alter von vier Monaten verstarb. Zu seinen Kindern zählen die Journalistin und Autorin Emily Hourican, der Schauspieler Liam Hourican und die Autorin Bridget Hourican.